# Bassus laevis
Bassus laevis är en stekelart som beskrevs av Chou och Michael J. Sharkey 1989. Bassus laevis ingår i släktet Bassus och familjen bracksteklar. Inga underarter finns listade.